# Kabinett Sonnino II
Das Kabinett Sonnino II regierte das Königreich Italien vom 11. Dezember 1909 bis zum 31. März 1910. Es löste das Kabinett Giolitti III ab. Angeführt wurde es von Ministerpräsident Sidney Sonnino.

## Entstehung und Entwicklung
Das Kabinett Sonnino II war das 46. Kabinett des Königreiches und drei Monate und 20 Tage im Amt. Gestützt wurde es von der Historischen Rechten (italienisch Destra Storica) und Teilen der Historischen Linken (it. Sinistra storica).
Das zweite Kabinett von Sonnino, das zwei Tage weniger im Amt war, als das Kabinett Sonnino I, strebte weitere Reformen an. Die Regierung hatte es sich unter anderem zum Ziel gesetzt, das Ministerium für Landwirtschaft, Industrie und Handel umzustrukturieren.
Nachdem ein vom Marineminister vorgelegter Entwurf über ein Seeschifffahrtsübereinkommen auf breiten Widerstand im Parlament stoß, trat die Regierung am 21. März 1910 zurück. König Viktor Emanuel III. beauftragte den ehemaligen Senatspräsidenten Giuseppe Marcora von der Radikalen Partei mit der Regierungsbildung, der allerdings das Angebot ablehnte. Daraufhin ging der Regierungsauftrag an Luigi Luzzatti, der das Kabinett Luzzatti bildete.

## Minister

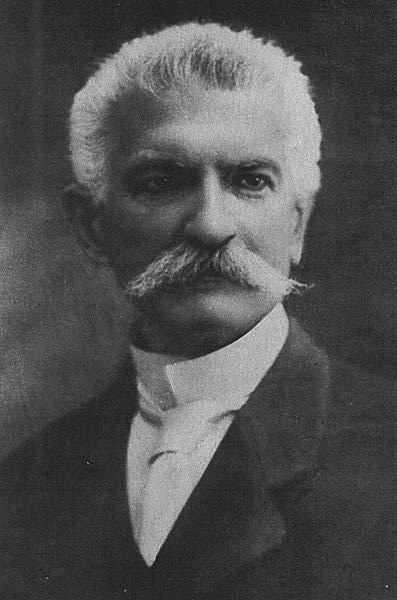
Sidney Sonnino

| Ministerien                          | Name                             |
| ------------------------------------ | -------------------------------- |
| Ministerpräsident                    | Sidney Sonnino                   |
| Äußeres                              | Francesco Guicciardini           |
| Inneres                              | Sidney Sonnino                   |
| Justiz und Kirchenangelegenheiten    | Vittorio Scialoja                |
| Krieg                                | Paolo Spingardi                  |
| Marine                               | Giovanni Bettolo                 |
| Finanzen                             | Enrico Arlotta                   |
| Schatz                               | Antonio Salandra                 |
| Öffentliche Arbeiten                 | Giulio Rubini                    |
| Bildung                              | Edoardo Daneo                    |
| Landwirtschaft, Industrie und Handel | Luigi Luzzatti                   |
| Post und Telegraphie                 | Ugo di Sant’Onofrio del Castillo |